# 除夕夜之路

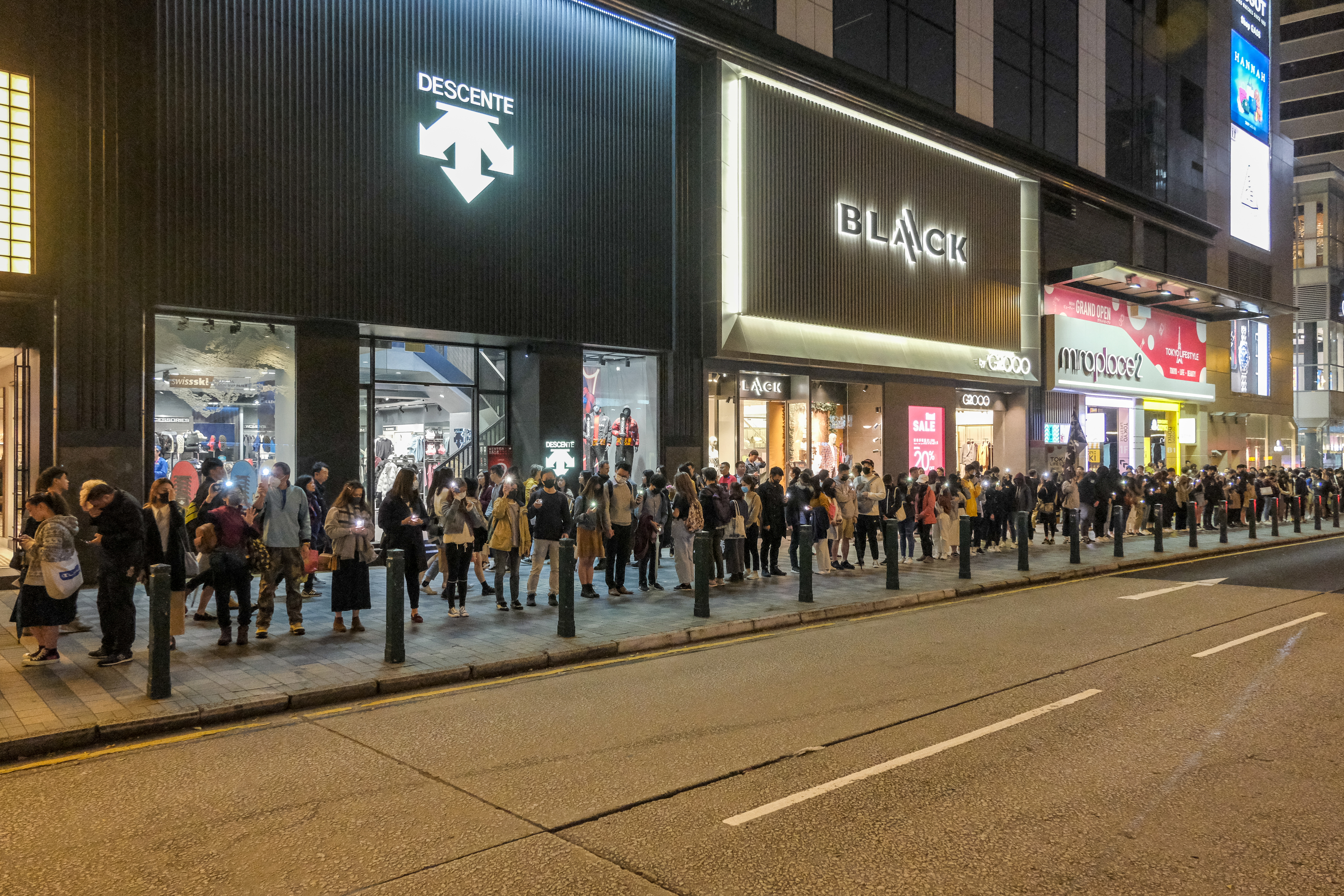
除夕夜之路在尖沙咀的人鏈

除夕夜之路，是指香港人就香港逃犯條例爭議發起的一項抗議活動，於全港多區進行，同時弔念4個月前的太子站襲擊事件。活動以組成人鏈為主，有市民亮起手機閃光燈，亦有市民高舉印有「光復香港　時代革命」的旗幟，並高呼「光復香港　時代革命」等口號，期間警察曾用水炮車及胡椒噴霧射向人群及記者。

## 各區情況

### 旺角

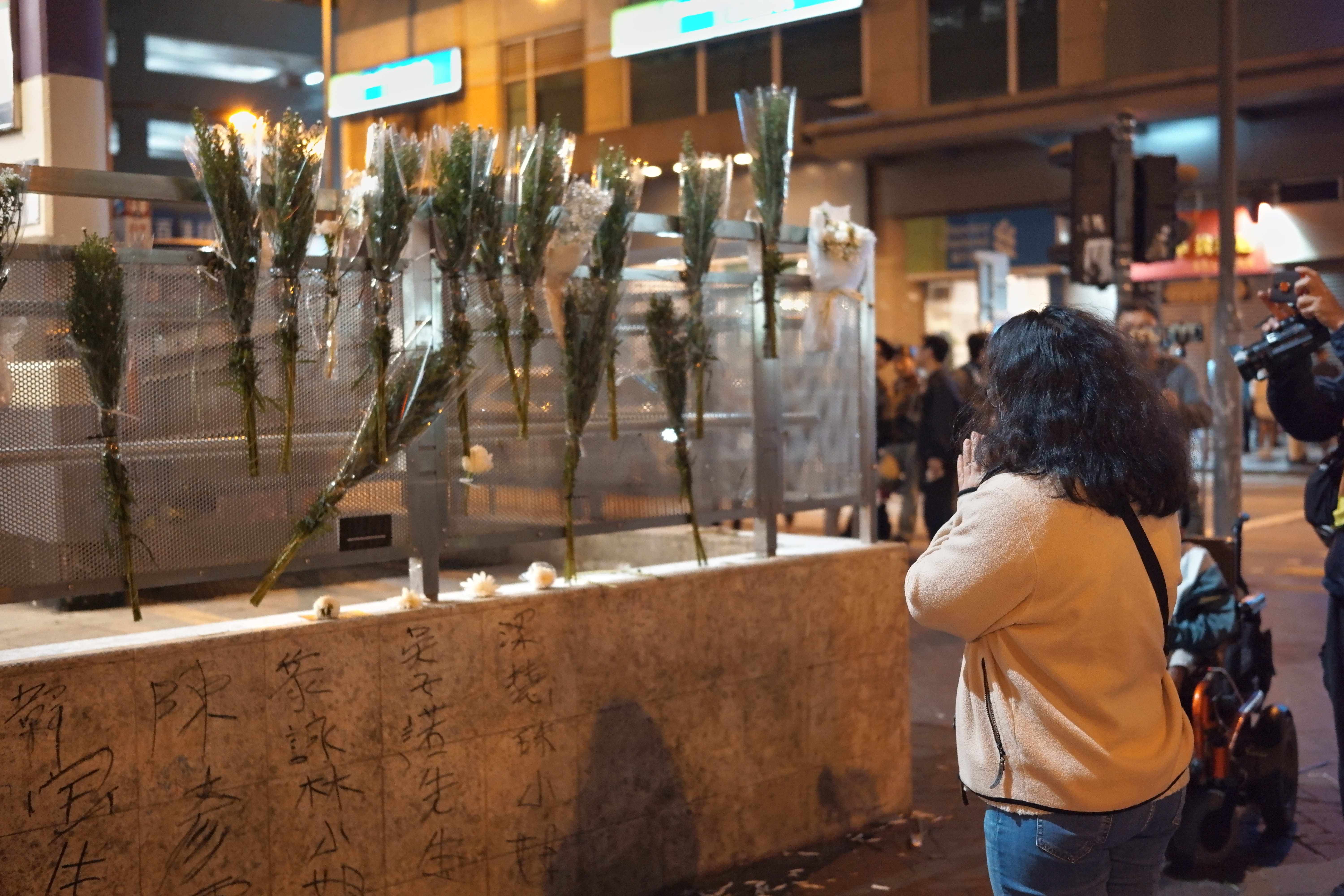
市民在太子站附近以和平形式獻花

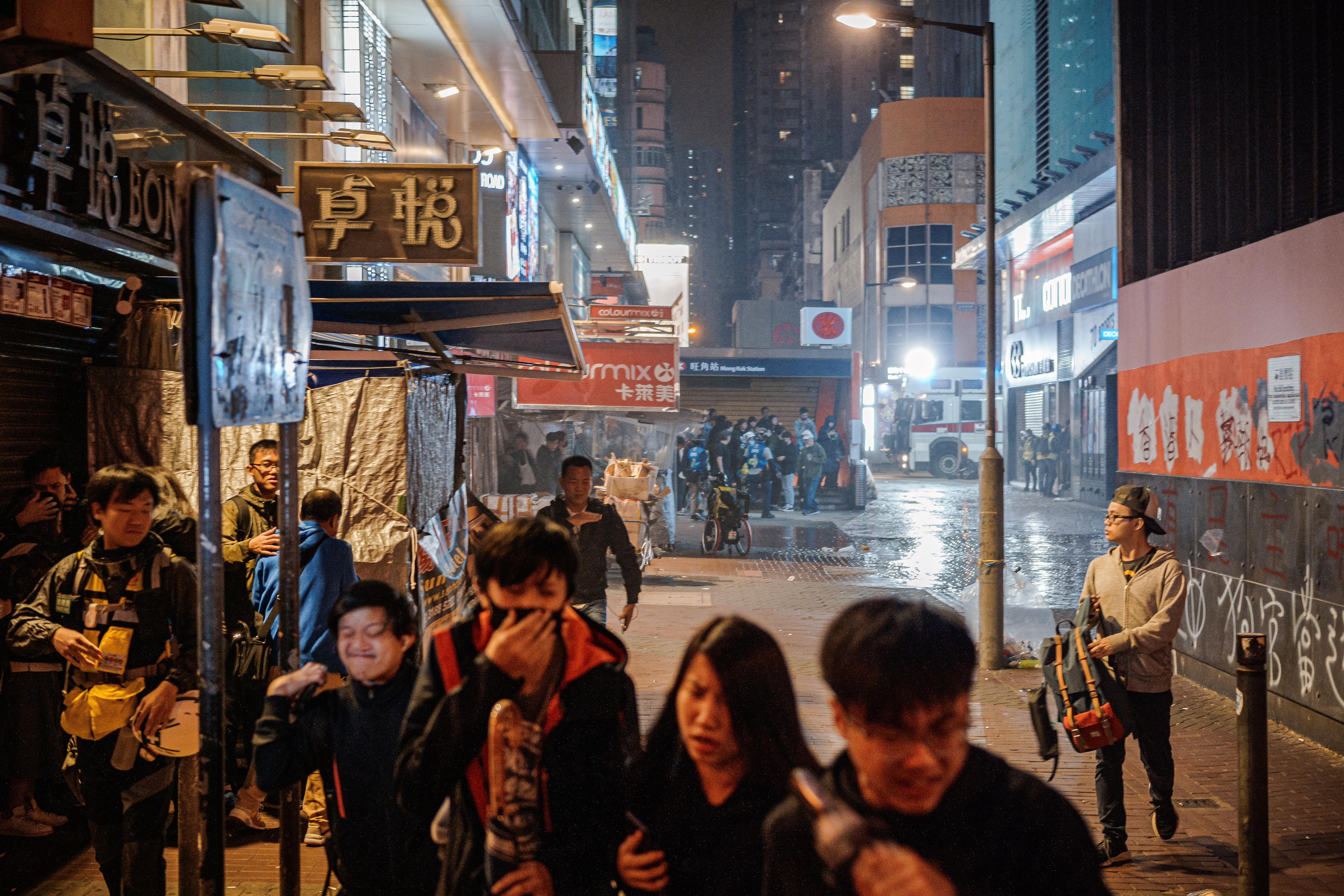
晚上11時26分，警察在旺角曾用水炮車及胡椒噴霧射向人群及記者。

有市民在太子站附近以和平形式聚集及獻花，大約下午5時，期間一名黑衣人在彌敦道近旺角警署外向市民免費派發V煞面具時，被多名防暴警追捕，該名黑衣人因逃避防暴警追捕時，走出馬路，結果遭一輛途經的電單車撞倒，黑衣人負傷逃去，而電單車司機身體亦多處受傷，最後送院救治。但至大約晚上7時，防暴警出動胡椒噴霧驅散市民及制服多人，之後又有防暴警手持黑色垃圾膠袋清走站外白花。之後繼續有市民到太子站外鞠躬獻花，防暴警再次出動清理。截至近晚上9時，防暴警最少三次出動清理白花及文宣。

### 尖沙咀
市民沿著彌敦道亮起手機閃光燈，有人用口琴吹奏《願榮光歸香港》。至晚上約10時，海旁一帶人流明顯增多。數百人由鐘樓起步，行至香港藝術館對開聚集，期間高呼口號，舉起「光復香港 時代革命」旗幟，及高唱《願榮光歸香港》。

### 銅鑼灣

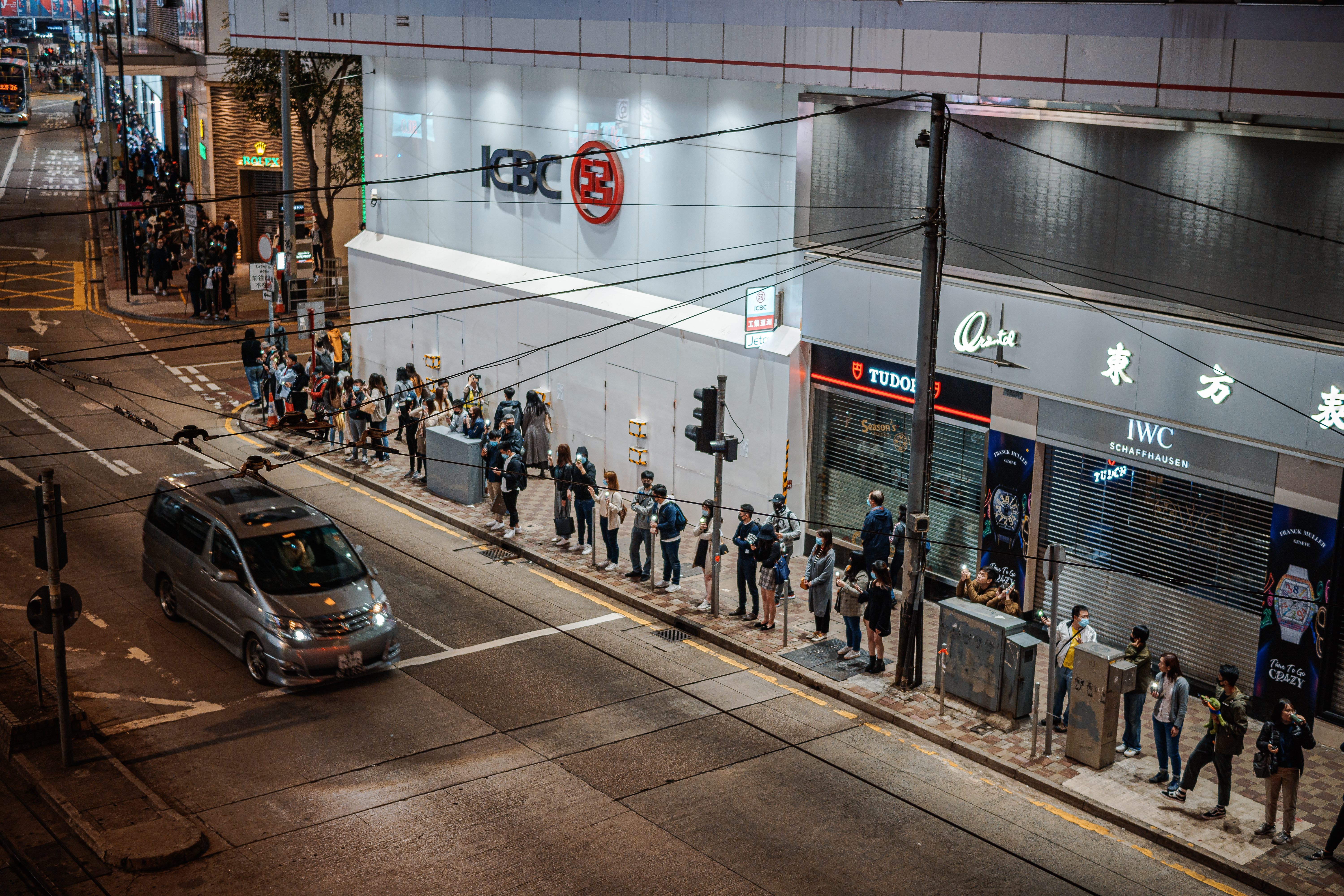
銅鑼灣近軒尼詩大廈的人鏈

銅鑼灣的人鏈中，有人以電話熒幕舉起「一月一，維園見」的標語，有市民接受訪問時亦呼籲市民正視警暴問題。

### 觀塘

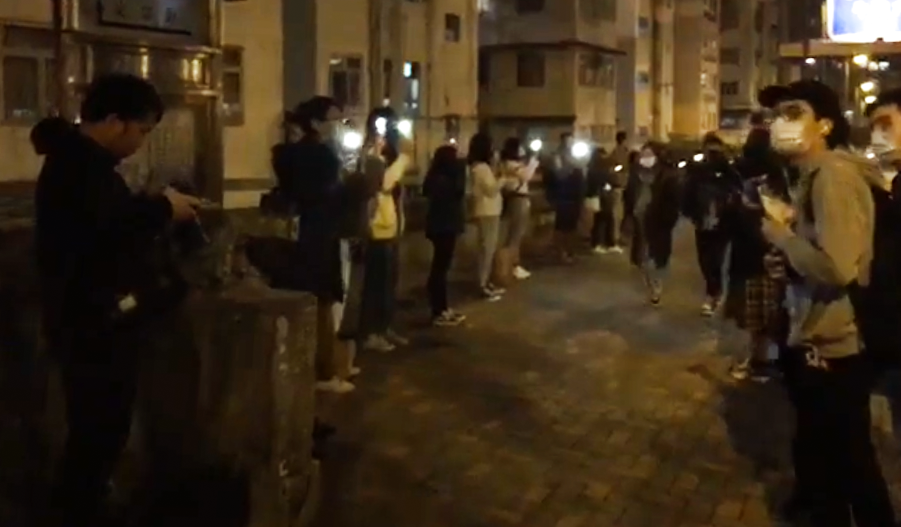
牛頭角人鏈

觀塘的人鏈龍頭向牛頭角方向伸延，人鏈中有人亮起手機燈高叫「好仔唔當差，當差正仆街」等口號。東涌南選區候任區議員王進洋參與了觀塘人鏈之中，他又批評8.31慘劇4個月警方卻在太子截查市民，無理拘捕，認為警方已失去理性。

### 大圍

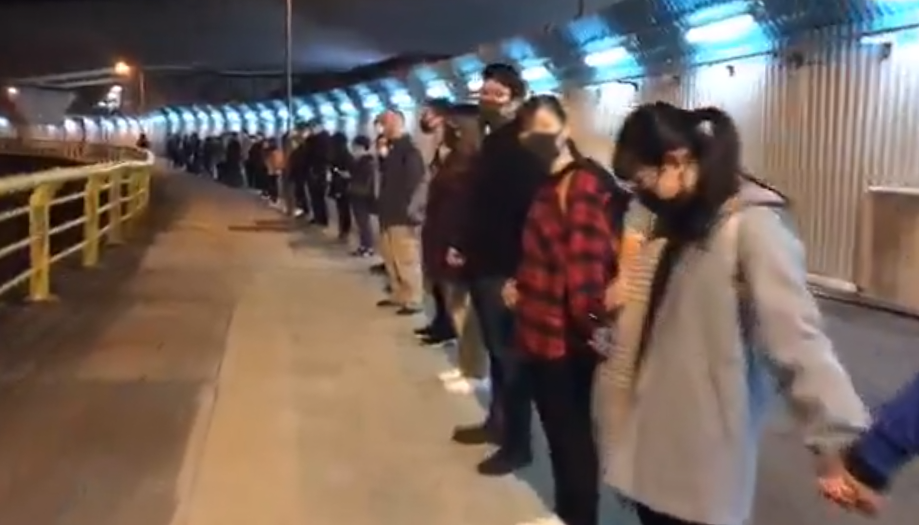
大圍除夕夜之路人鏈

人鏈由港鐵大圍站沿城門河單車徑伸延至車公廟站，約400至500人參加，他們亮起手機閃光燈，呼嗌口號等。於夜晚9時15分和平解散。人鏈解散後，部份市民前往沙田大會堂百步梯參與除夕倒數。

### 將軍澳
約晚上8時，將軍澳約有 100 名市民築起人鏈，並為早前於將軍澳尚德停車場高處墮下不治的周梓樂進行默哀。稍後寶琳及將軍澳的人鏈互相在坑口連接。踏入元旦後，有示威者在馬路上放雜物堵路及縱火，防暴警到場戒備，並舉起藍旗警告。

### 屯門
市民在屯門大會堂時代廣場外組成人鏈，並亮起手機閃光燈，約有900至1000人參加。隊尾接近仁愛廣場。晚上約9時30分，有人在輕鐵友愛站附近投擲汽油彈，影響到輕鐵路軌範圍，路綫751、614、614P、505及507的路線服務一度受阻，事件中沒有乘客或職員受傷。

### 天水圍
市民於輕鐵天瑞站附近組成人鏈，人數眾多，約有1000至1100人參加。隊伍到達輕鐵頌富站橋底時，遭到持相反政見人士，而被迫提早解散。